# Ringdikit
Ringdikit is een bestuurslaag in het regentschap Buleleng van de provincie Bali, Indonesië. Ringdikit telt 3593 inwoners (volkstelling 2010).